# Schmidt (cràter)

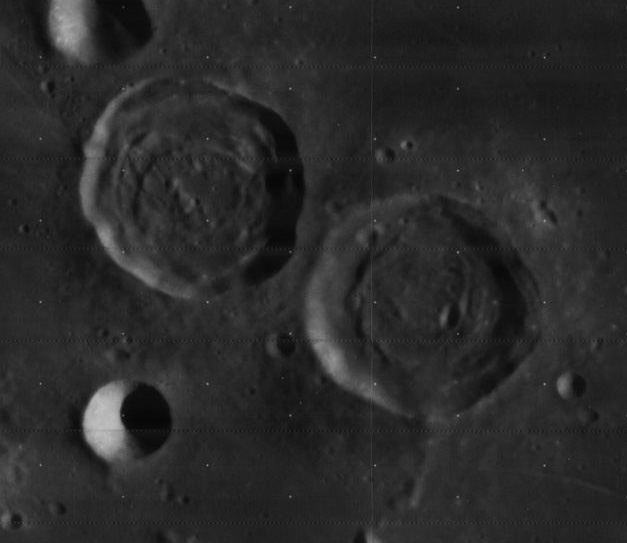
Fotografia de la missió Lunar Orbiter 4 (1967)

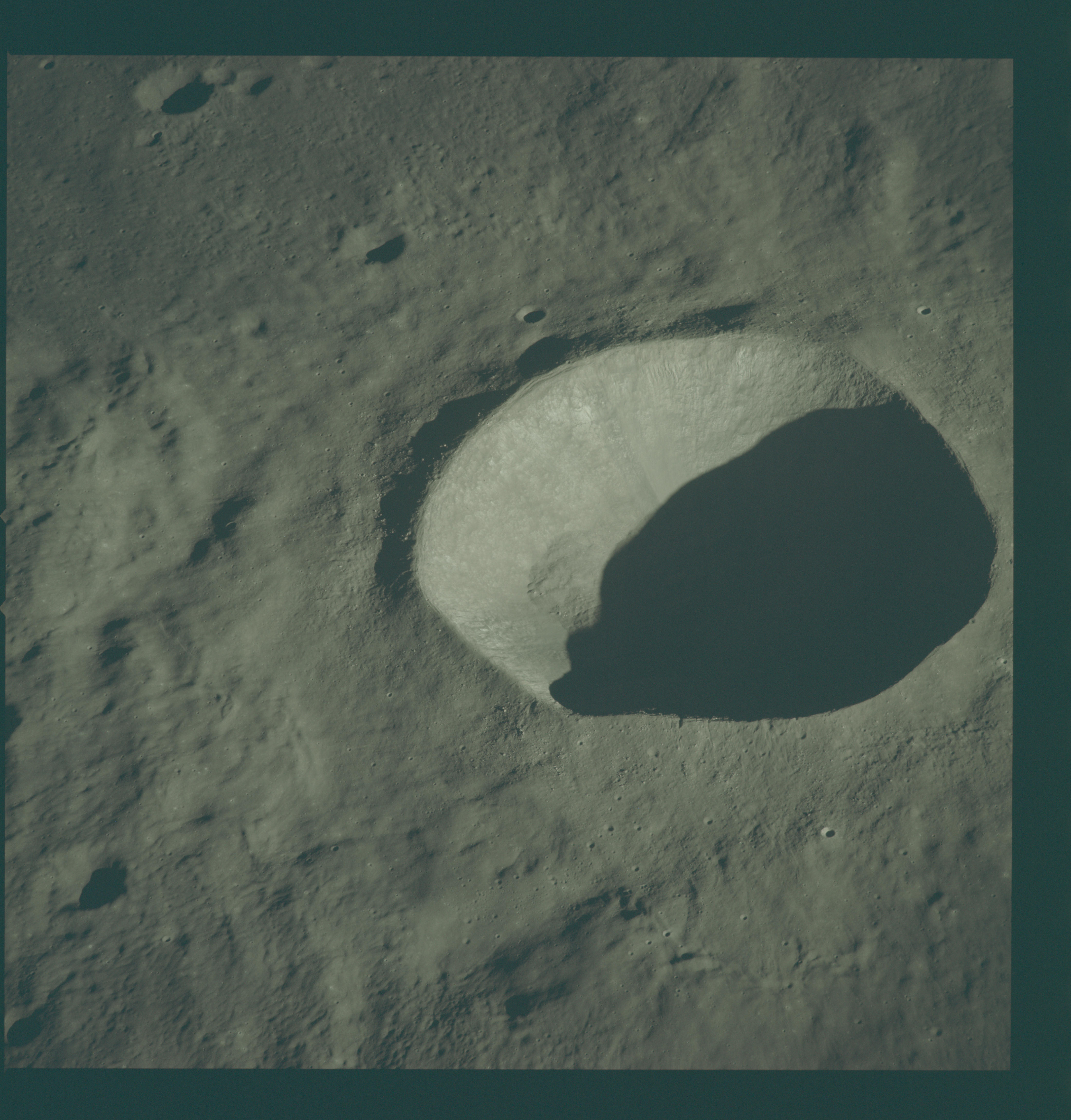
Una altra imatge presa des de l'Apol·lo 10

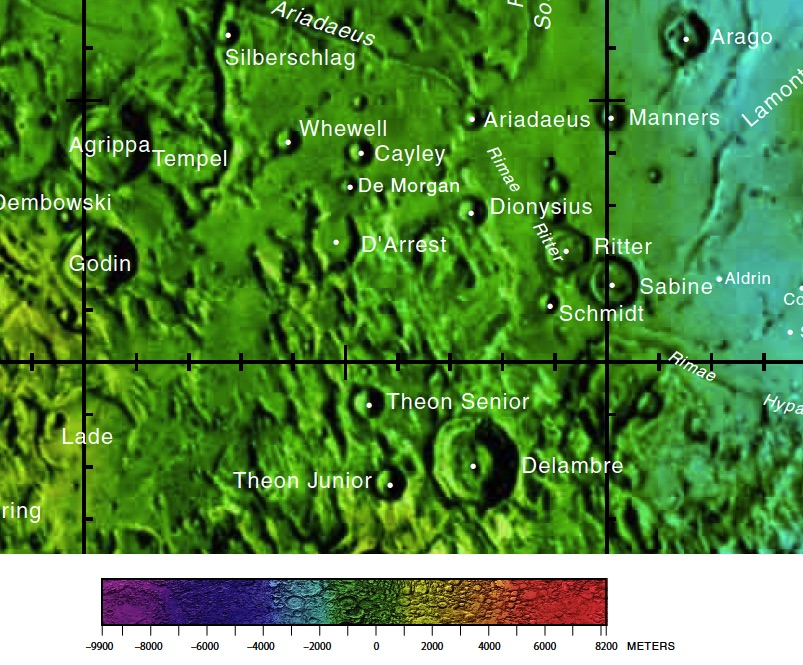
Localització d'Schmidt (centre de la meitat dreta de la imatge)

Schmidt és un petit cràter d'impacte lunar que es troba prop del bord sud-oest del Mare Tranquillitatis, al sud-oest de la parella de cràters formada per Ritter-Sabine.
Aquesta formació és circular i amb forma de bol, amb poca aparença de desgast a causa d'impactes posteriors. L'interior té una albedo més alta que el terreny circumdant, donant-li un aspecte més clar. L'exterior es compon d'un terreny ondat amb moltes roques, que aconsegueixen els 100 m de diàmetre o més.